# Sólo con tu pareja
Sólo con tu pareja és una pel·lícula mexicana de 1991, l'opera prima del director mexicà Alfonso Cuarón. Realitzada per al costat del seu germà Carlos Cuarón, com a guionista, i a Emmanuel Lubezki, a càrrec de la fotografia, i amb les actuacions de Daniel Giménez Cacho, Claudia Ramírez i Luis de Icaza, es tracta d'una de les pel·lícules mexicanes de major rellevància de principis de la dècada de 1990, tant pel seu èxit comercial com per part de la crítica i la importància que els seus realitzadors tindrien més tard al cinema internacional.
Partint del VIH/SIDA i el suïcidi com a temes centrals, Sólo con tu pareja es desenvolupa com una comèdia d'embolics madura i entretinguda, basada principalment en l'absurd i el ridícul dels seus personatges i situacions.
El gènere de comèdia no estava molt desenvolupat en el cinema mexicà d'aquella època, la qual cosa li va permetre a aquesta producció arribar com una cosa inusual i fresc i li va valer una gran rebuda per part del públic i una bona acceptació per part de la crítica nacional, èxit que va culminar amb el Ariel de Plata, en 1992, al Millor Argument Original, a més la nominació a l'Ariel de Plata per Millor Fotografia (E. Lubezki), Millor Guió Cinematogràfic (a tots dos germans Cuarón) i a la Millor Òpera Primera (A. Cuarón).

## Sinopsi

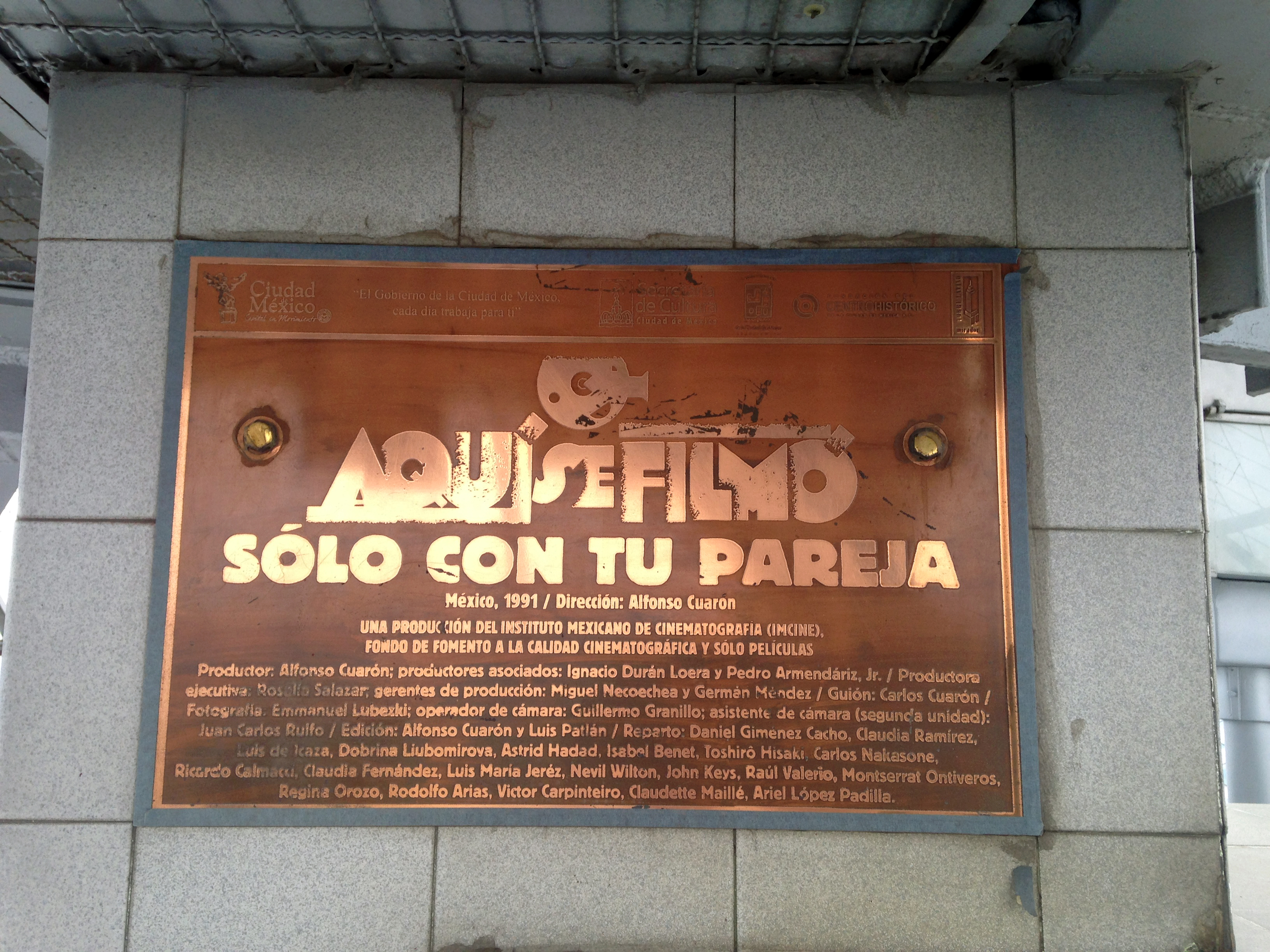
Placa commemorativa de la cinta, en l'antena de la Torre Latinoamericana, en la Ciutat de Mèxic.

Tomás Tomás (Daniel Giménez Cacho) és un publicista faldiller que es veu embullat en una situació aparatosa en haver d'atendre dues dones alhora. En primer lloc, cita al seu departament a la infermera Silvia Silva (Dobrina Liubomirova), a qui coneix en fer una visita al metge Mateo Mateos; mentre que porta a la seva pròpia cap al departament dels seus veïns, qui no es troben en aquests moments. Per a tirar endavant d'aquesta situació, ha de creuar d'un departament a un altre utilitzant la cornisa de l'edifici, la qual cosa el porta a conèixer Clarisa Negrete (Claudia Ramirez), una sobrecàrrec de qui s'enamora a l'instant, però la considera un amor impossible.
Decebuda i ressentida per les actituds de Tomás, Silvia altera els resultats de les anàlisis ordenades per ell i hi escriu un fals diagnòstic de VIH-SIDA. En rebre la notícia, Tomás, frustrat i deprimit, intenta suïcidar-se llançant-se de l'alt de la Torre Latinoamericana, tasca en la qual troba en Clarissa a una insospitada companya perquè ha decidit acabar la seva vida després de descobrir les infidelitats de la seva parella.

## Repartiment
- Daniel Giménez Cacho (Tomás Tomás)
- Claudia Ramírez (Clarisa Negrete)
- Luis de Icaza (Mateo Mateos)
- Dobrina Cristeva (Silvia Silva)
- Astrid Hadad (Teresa de Teresa)
- Isabel Benet (Gloria Gold)
- Toshirô Hisaki (Takeshi)
- Carlos Nakasone (Koyi)
- Ricardo Dalmacci (Carlos)
- Raúl Valerio (Guardià a la Torre Latinoamericana)

## Premis
Premis Ariel (Mèxic)
| Categoria                  | Persona                        | Resultat  |
| -------------------------- | ------------------------------ | --------- |
| Millor argument original   | Alfonso Cuarón i Carlos Cuarón | Guanyador |
| Millor fotografia          | Emmanuel Lubezki               | Candidat  |
| Millor òpera prima         | Alfonso Cuarón                 | Candidat  |
| Millor guió cinematogràfic | Alfonso Cuarón i Carlos Cuarón | Candidat  |

## Comentaris
Aquest film ocupa el lloc 87, dins de la llista de les 100 millors pel·lícules del cinema mexicà, segons l'opinió de 25 crítics i especialistes del cinema mexicà, publicada per la revista Som en juliol de 1994.

El 2006, Criterion Collection la va editar en DVD (Regió 1), amb una nova versió remasteritzada i amb els curts Noche de bodas de Carlos Cuarón i Cuarteto para el fin del tiempo (el primer curt d’Alfonso Cuarón, realitzat quan era estudiant de cinema el 1983).